# Togane
Togane (Japans: 東金市, Tōgane-shi) is een Japanse stad die zich centraal in de prefectuur Chiba bevindt en zich uitstrekt over het plateau van Shimosa en de vlakte van Kujikuri.
In 1953 ontstond Togane uit de fusie van de gelijknamige gemeente in het kanton Sanbu met de gemeenten Kohei, Masaki, Okayama, Toyonari en Yamato. Op 1 april 1954 werd de gemeente tot stad gereorganiseerd en werd ze territoriaal uitgebreid met delen van de gemeenten Minamoto en Fukuoka. De stad is 89,34 km² groot en heeft anno 2006 een bevolking van 60.518 inwoners. Sedert 1990 onderhoudt Togane een stedenband met het Franse Rueil-Malmaison.

## Geschiedenis
De stadsnaam wordt etymologisch in verband gebracht met Tokigane ("ibiskaap"), een plaats waar een tak van het huis Chiba in de middeleeuwen het slot Tokigane optrok. Het kasteel fungeerde later als machtsbasis voor het geslacht Sakai dat vijf generaties lang regeerde over een gebied dat zich gaandeweg tot kasteelstad (jōkamachi) ontwikkelde. In de Edo-periode verviel het domein rechtstreeks aan de Tokugawa-shoguns en nam een slotvoogd, de facto een hatamoto (directe shogunale vazal), het bestuur waar. Een valkenhof, hof van Togane, werd onder het bewind van Ieyasu en Hidetada aan de vesting toegevoegd en met de aanleg van een postroute, de Tōgane-kaidō (of: Onari-kaidō), kwam een rechtstreekse verbindingsweg tussen Funabashi en Togane tot stand.

## Transport
De stad Togane bevindt zich op een knooppunt van verbindingswegen naar de prefecturale hoofdstad Chiba en naar Kujukuri. Er ontwikkelde zich een busnetwerk dat de stad met de Kujūkuri-kust verbindt, en langs de voet van het plateau van Shimosa loopt de JR-Togane-lijn en bevinden zich de rijkswegen 126 en 128. Naast de Chiba/Togane- en Togane/Kujukuri-tolwegen wordt Togane door rijksweg 409 doorsneden.

## Functies
Traditioneel stond het district Kujukurihama van de stad bekend als producent van uit gedroogde sardine en visoliedrab gewonnen mestfabricaten. Togane had groothandelszaken in Kazusa-katoen, en was verder belangrijk als distributeur van landbouwproducten uit de stad Hirano. Van significant belang voor de ontwikkeling van de handel was de oprichting van de vijfdaagse markt (rokusaiichi). Vandaag concentreert de landbouwactiviteit zich op rijstbouw, met daarnaast een bloeiende tuinbouw (groentekwekerijen, aardbeienteelt) en horticultuur (inz. kwekerijen van podocarpus-coniferen). Er verrezen industrieterreinen en uitgebreide woonwijken, en de gemeente vervult op het gebied van landbouw en handel een centrumfunctie in de gebieden Chosei en Sanbu. 

## Toerisme & Cultuur
Zowel het aan de kasteelruïne van Togane gelegen meer van Hakkaku, dat om zijn sierkersen befaamdheid geniet, als de in 1614 (Keicho 19) door plaatselijk bestuurder Shimada Ihaku voor irrigatiedoeleinden aangelegde Ojagaike-vijver worden voor de pleziervaart, hengelsport en bergwandel-activiteiten druk bezocht. Als immaterieel prefecturaal folkloristisch erfgoed geniet de muziekuitvoering door de kapel van het Hie-heiligdom (Tōganebayashi) samen met de aan het heiligdom van Kitanokoyainari opgevoerde leeuwendans (shishimai) bescherming. Voorts huisvest de stad de Kurenai-kai School voor Boorduurwerk, waar handgemaakte obi's en kimono's op traditionele wijze vervaardigd worden.